# Alfatar
Alfatar (en búlgaro: Алфатар) es una ciudad de Bulgaria, capital del municipio homónimo en la provincia de Silistra.

## Geografía
Se encuentra a una altitud de 138 m s. n. m. a 447 km de la capital nacional, Sofía.

## Demografía
Según estimación 2012 contaba con una población de 1 337 habitantes.
|         | 2004  | 2005  | 2006  | 2007  | 2008  | 2009  | 2010  | 2011 |
| Mujeres | 945   | 943   | 922   | 899   | 883   | 847   | 832   | 807  |
| Varones | 973   | 964   | 933   | 901   | 895   | 867   | 836   | 818  |
| Total   | 1 918 | 1 907 | 1 855 | 1 800 | 1 778 | 1 714 | 1 668 | 1625 |